# کونچاروو
کونچاروو (به صربی: Končarevo) یک روستا در صربستان است که در ناحیه پوموراولیه واقع شده‌است.
 کونچاروو  ۱٬۶۲۸ نفر جمعیت دارد.